# Jawa 555
Jawa 555 – czeski motorower wywodzący się od Jawy 550, różniący się od niego większymi i solidniejszymi blachami, silniejszym silnikiem oraz wygodniejszym nadwoziem. Był wyposażony w silnik o pojemności 49,8 cm3 oraz 3-biegową skrzynię. Jego produkcję rozpoczęto w 1958 r. Jego następcą był model Jawa J-05.

Marka Jawa
Model 50, typ 555
Wytwórnia Cesky Zakład Motocyklovy Strakonice Czechosłowacja
Rok produkcji 1958
- Silnik dwusuwowy, z przepłukiwaniem zwrotnym, jednocylindrowy, chłodzony powietrzem. Średnica cylindra 38 mm, skok tłoka 44 mm, pojemność skokowa 49,8 cm3. Stopień sprężania 7,2. Moc maksymalna 2,2 KM przy 5500 obrotów/minutę. Cylinder żeliwny, leżący. Głowica ze stopu lekkiego. Wał korbowy składany, podparty na łożyskach kulkowych. Stopa korbowodu ułożyskowana na rolkach.  Smarowanie mieszankowe (1:25). Rozrusznik nożny po prawej stronie.
- Gaźnik JIKOV 2914 z filtrem i przepustnicą powietrza.
- Instalacja elektryczna o napięciu 6 V. Iskrownik-prądnica o mocy 20 W umieszczony na prawym czopie wału korbowego. Świeca 14/225 odstęp elektrod 0,45-0,55 mm. Rozwarcie styków przerywacza 0,4 mm. Zasilanie świateł bezpośrednie, reflektor o średnicy 110 mm, moc żarówki 15/15 W.
- Sprzęgło mokre, jednotarczowe.
- Skrzynka biegów trzybiegowa, zblokowana z silnikiem. Nożna zmiana biegów, po lewej stronie.
- napęd od silnika do sprzęgła łańcuchem 3/8" * 5,8 mm, od skrzynki biegów do tylnego koła częściowo osłoniętym łańcuchem 1/2 * 5,2 mm.
- podwozie rama centralna wykonana z tłoczonych elementów blaszanych o przekroju prostokątnym. Resorowanie koła przedniego teleskopowe, o skoku 90 mm. Resorowanie koła tylnego wahliwe, na dwu sprężynach śrubowych, o skoku 50 mm. Siedzenie pojedyncze z gumy piankowej.
- Koła wymienne. Ogumienie 2,50-16.
- Hamulce pełnopiastowe. Bębny o średnicy 125 mm.
- Pojemności zbiornik paliwa 3 l, w tym rezerwa 0,5l.
- Główne wymiary długość 1780 mm, szerokość 560 mm, wysokość 935mm.
- Główne ciężary w stanie gotowym do jazdy około 55 kg, największy dopuszczalny ciężar 160 kg.
- Prędkość maksymalna około 60 km/godz.
- Zużycie paliwa 1,6 - 1,8 l/100 km.